# Wedden, dat..?
Wedden, dat..? è stata una trasmissione televisiva olandese andata in onda dal 1986 al 2005 su varie emittenti televisive (su AVRO dal 1986 al 1989, su RTL 4 dal 1990 al 1995 e di nuovo nel 1999 e su Veronica dal 1996 al 1997) e basato sulla versione originale tedesca Wetten, dass..?.